# Карнавал монстров
Карнавал монстров (англ. Carnival of Monsters) — вторая серия десятого сезона британского научно-фантастического телесериала «Доктор Кто», состоящая из четырёх эпизодов, которые были показаны в период с 27 января по 17 февраля 1973 года.

## Сюжет
Доктор и Джо собираются отправиться на Метебелис Три, но материализуются на пароходе Бернис, корабле, который внезапно исчез во время плавания по Индийскому океану. После того, как несколько раз их ловят как зайцев, они понимают, что пассажиры корабля повторяют свои действия, не помня предыдущие итерации. Путешественники сбегают с корабля через странный люк в полу, который видят только они, а команда и пассажиры игнорируют, и проходят через схемы какой-то гигантской машины в болотистые земли.
Путешественники вскоре понимают, что они не снаружи, а всё ещё в машине. Преследуемые драшигами, огромными болотными плотоядными животными, они сбегают обратно в схемы. Здесь Доктор понимает, что они попали в сжимающее поле минископа, машины для содержания групп существ и их сред обитания в уменьшенном виде. Драшиги вламываются в схемы, и Доктор с Джо сбегают обратно на корабль, после чего в суматохе разделяются, пока команда сражается с драшигами.
События в минископе связаны с событиями с их владельцами, путешествующим артистом Воргом и его помощницей Ширной, которые только что прибыли на планету Интер Минор, но их заподозрили в шпионаже и после трибунала трёх отказали во въезде. Трибунал узнаёт, что объекты, извлечённые из машины, вскоре принимают нормальные размеры, когда Ворг извлекает из её схем ТАРДИС. Двое из трибунала, несогласных с руководством планеты, решают выпустить драшигов из машины, чтобы те устроили хаос, что приведёт к отставке текущего президента.
Пройдя через схемы, Доктор в конечном счете находит выход и принимает нормальные размеры. С неохотной помощью Ворга он возвращается в машину, связав её с ТАРДИС. Один из трибунала стреляет в переключатель связующего устройства, и Доктор остаётся блуждать по сфере, которая начинает перегреваться после погрома, устроенного драшигами. Он находит Джо, но они оба падают на пол от перегрева.
Двое драшигов сбегают, но Ворг чинит оружие-ликвидатор, сломанное мятежниками из трибунала, и убивает их. Затем он чинит устройство Доктора и возвращает Доктора и Джо назад, а заодно отправляет всех «жителей» сферы в их родные пространственно-временные координаты.
Ворг, оставшийся без гроша, начинает зарабатывать кредиты для возвращения домой с помощью старого фокуса с тремя стручками магуса и семечком тысячелистника, а Доктор и Джо отбывают на ТАРДИС.

## Трансляции и отзывы
| Эпизод            | Дата показа     | Продолжительность | Телезрители (в миллионах) | Archive                 |
| ----------------- | --------------- | ----------------- | ------------------------- | ----------------------- |
| «Эпизод 1»        | 27 января 1973  | 24:46             | 9,5                       | PAL 2" colour videotape |
| «Эпизод 2»        | 3 февраля 1973  | 24:11             | 9,0                       | PAL 2" colour videotape |
| «Эпизод 3»        | 10 февраля 1973 | 24:49             | 9,0                       | PAL 2" colour videotape |
| «Эпизод 4»        | 17 февраля 1973 | 24:10             | 9,2                       | PAL 2" colour videotape |
| [ 1 ] [ 2 ] [ 3 ] |                 |                   |                           |                         |